# 斯托爾博沃和約

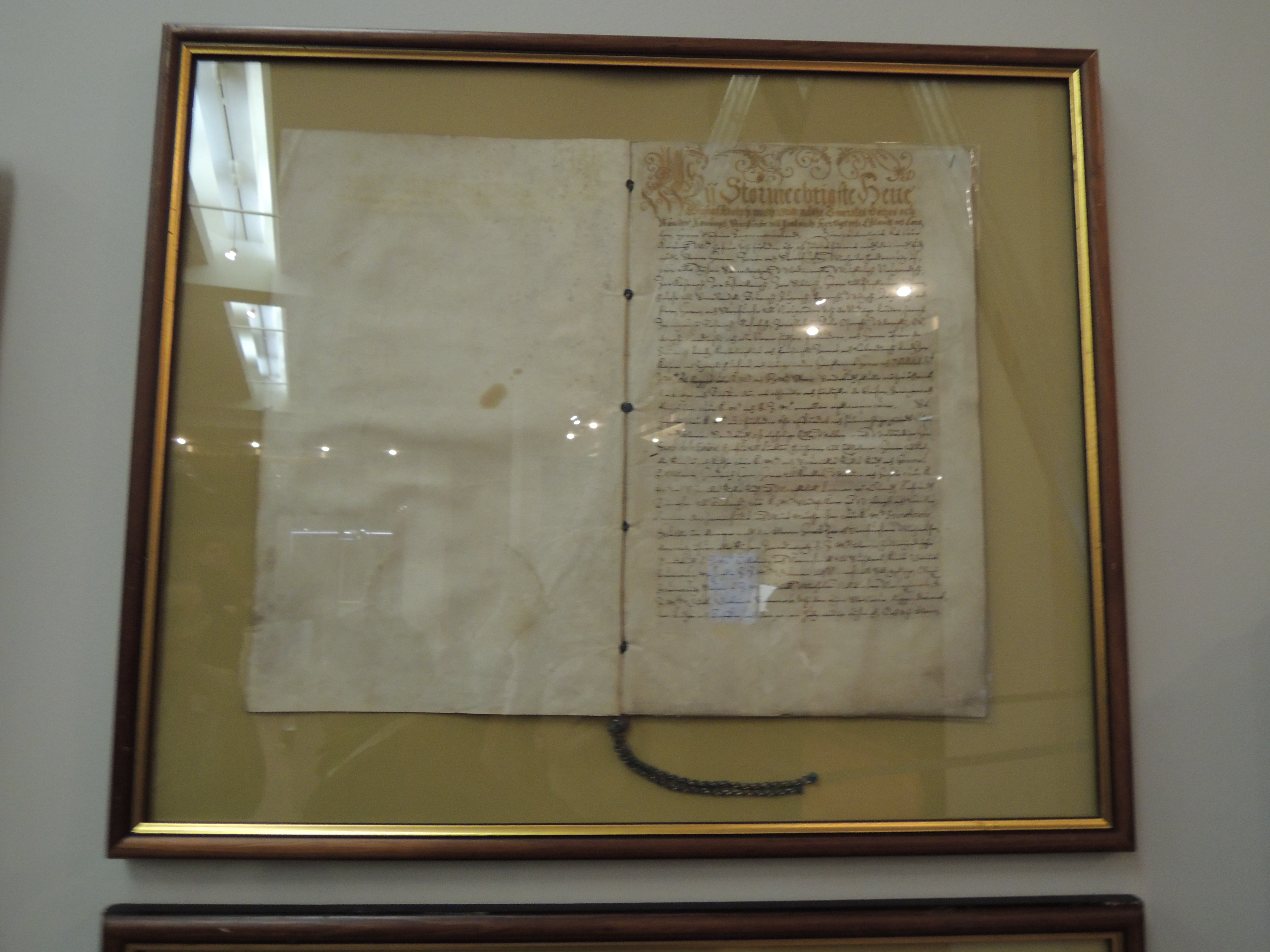
史托波伏和約

《斯托爾博沃和約》，或称史托波伏和約、史托波瓦和約、斯托尔波沃和约，是1617年2月27日瑞典和俄羅斯在俄羅斯史托波伏締結的雙邊和平條約，終結1610年至1617年間的英格里亞戰爭。此條約使俄羅斯喪失波羅的海的出海口，瑞典則向東擴張，進入「大國時代」。

## 历史
经过近两个月的商讨之后，瑞典和俄罗斯的代表在拉多加湖南面现已遗弃的斯托尔博沃村（现属沃爾霍夫區）会面。会谈在1617年3月9日（儒略曆2月27日）举行。从一开始瑞典对谈判有很高的期望值，希望让俄罗斯贸易路径需要穿过瑞典领土的这个往昔愿景。因此瑞典在谈判最初时要求从俄罗斯西部得到更多的领土，包括重要的北方港口阿尔汉格尔斯克。
但是英格兰国王詹姆士一世派出了一个代表团前来协调，荷兰联省共和国也照样派出代表团，目的是为了确保阿尔汉格尔斯克不会落入瑞典手中，不然的话西欧跟俄罗斯之间的贸易将变得更加困难。在后来签署的条约中阿尔汉格尔斯克并未易手，部分原因是荷兰及英国的努力，但更重要的因素是俄罗斯终于在俄羅斯沙皇米哈伊爾一世统治下得到统一。当俄罗斯得知瑞典对波兰的战争将要结束，俄国人感到事态严重，因此在谈判中尽力避免让瑞典在剩下的单一战线上重挑战争。
在正式场合上英格兰王国及其调停人被认为是和谈的中介者，但荷兰的努力也是非常重要的。战后，瑞典国王古斯塔夫二世·阿道夫授予荷兰代表团团长男爵爵位，并把瑞属爱沙尼亚的韦森贝格（今拉克韋雷）作为其男爵领地。

## 和约条款
在谈判后的和约中俄罗斯沙皇和瑞典国王达成以下条款：
- 瑞典获得位于卡累利阿的凯克斯霍尔姆省（英语：Kexholm County）以及英格里亞省，包括内特堡要塞（今俄罗斯什利謝利堡）。
- 俄罗斯放弃所有对爱沙尼亚和立窝尼亚的要求，以及赔偿瑞典两万卢布。[10]
- 瑞典返還戰爭期間占領的諾夫哥羅德及其他地方。
- 瑞典有权保留在1616年11月20日之前收获的战利品。
- 在和约确认及边界重新划定之前，格多夫市由瑞典管理。
- 瑞典承认米哈伊尔·罗曼诺夫为合法的俄罗斯沙皇，并放棄對俄羅斯皇位的声張。
- 允许俄罗斯在正常的贸易关税下进行自由贸易，这确保瑞典不会完全削弱俄罗斯。
- 允许俄罗斯在斯德哥尔摩、雷瓦尔（今塔林）及维堡设立商行，允许瑞典在诺夫哥罗德、普斯科夫及莫斯科设立商行。